# Вилейшис, Йонас
Йонас Вилейшис (лит. Jonas Vileišis, 3 января 1872, Мядиняй, Ковенская губерния, (ныне — Пасвальский район, Литва) — 1 июня 1942, Каунас) — литовский политик, дипломат, юрист. Брат Пятраса, Антанаса и Анупраса Вилейшисов.

## Ранние годы

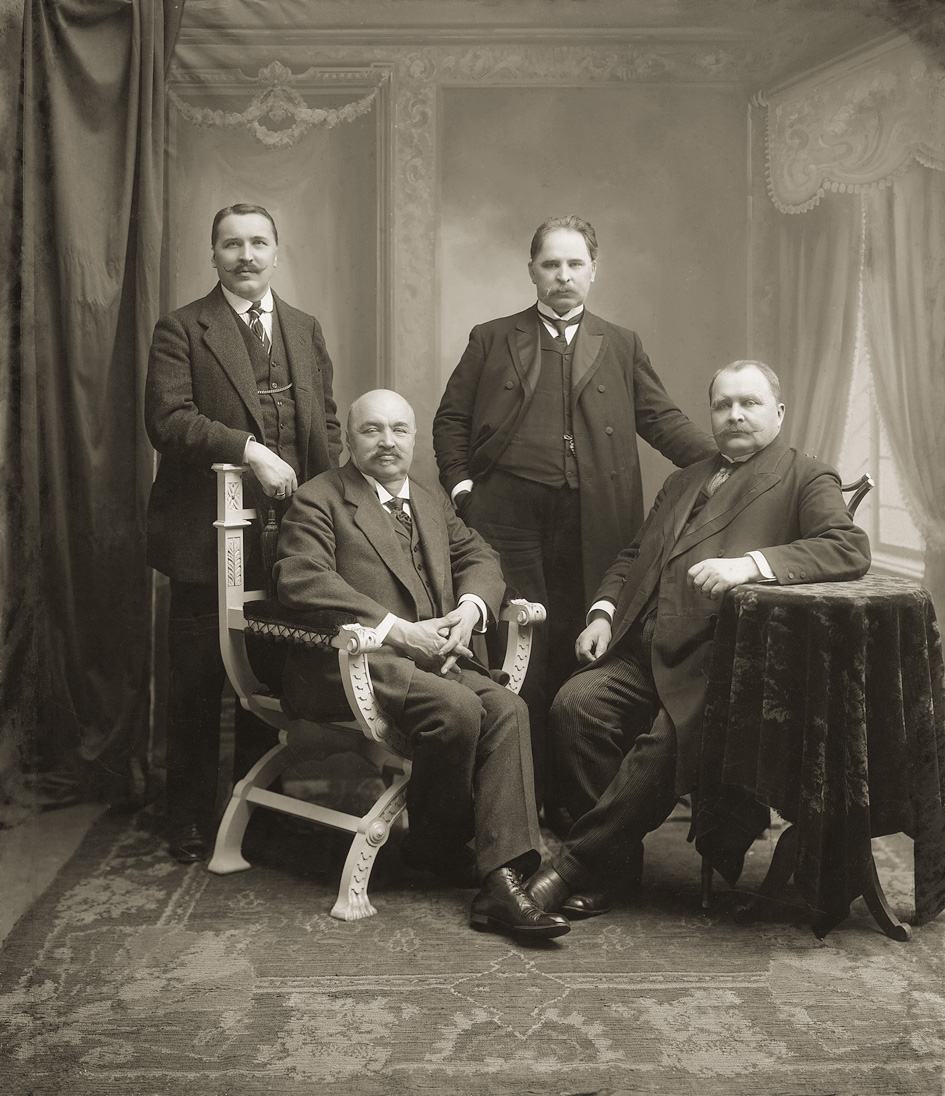
Йонас Вилейшис со своими братьями (первый слева, стоит)

Родился в Мядиняе, близ Пасвалиса в крестьянской семье. С 1884 года учился в гимназии в Шяуляе. В 1891 году (по другим сведениями, в 1892 году) поступил на физико-математический факультет Санкт-Петербургского университета, однако в 1894 году перевёлся на юридический факультет этого же университета, который окончил в 1898 году.
В студенческие годы Вилейшис сотрудничал с газетами Varpas (лит. Колокол) и Ūkininkas (лит. Хозяин), с 1896 по 1898 состоял в Социал-демократической партии Литвы. После возвращения в Литву Вилейшис присоединился к организации «12 апостолов Вильнюса» , которая боролась за отмену запрета печати латиницей на литовском языке. Стал одним из создателей Литовской демократической партии в 1902.
После того как в 1904 году запрет о печати литовских текстов латиницей был отменён, Вилейшис добился у властей разрешения выпускать газету Lietuvos ūkininkas (лит. Литовский Хозяин) и работал в ней главным редактором с 1905 по 1906. С 1907 по 1909 был издателем газеты Vilniaus žinios (лит. Новости Вильнюса), а после её закрытия издавал и редактировал газету Lietuvos žinios (лит. Новости Литвы). Он был одним из организаторов Великого Вильнюсского сейма и основателем Литовского Научного Общества в 1907.
В начале Первой мировой войны Вилейшис стал соучредителем и председателем литовской организации, оказывающей продовольственную и юридическую поддержку жертвам войны, также он являлся активным членом Литовского комитета. Вилейшисом было открыто 6 школ в уезде Аланта, в качестве члена Литовского научного общества он организовал издание школьных учебников. За распространение анти-германских настроений среди учителей в занятой германской армией Литве Йонас Вилейшис был заключен на шесть месяцев в Лукишскую тюрьму Вильнюса, затем был отправлен на принудительные работы в Германию. В Берлине Вилейшису удалось совершить побег и он скрывался до тех пор, пока не смог вернуться в Литву.

## Политическая карьера
С 1917 по 1920, Вилейшис участвовал в работе Литовского Совета (Тарибы). Там он был главным противником зависимости от Германии и возможной монархической ориентации, а также единственным его членом, выступившим против Декларации о Независимости 11 декабря 1917, согласно которой Литва обязалась быть сателлитом кайзеровской Германии. 16 февраля 1918 года все двадцать членов Совета проголосовали за новую редакцию Акта о Независимости Литвы, предложенную Йонасом Вилейшисом, Миколасом Бержишкой, Стяпонасом Кайрисом и Станисловасом Нарутавичюсом. Несколько дней спустя, вместе с Юстинасом Стаугайтисом и Юргисом Шаулисом, он уехал в Германию добиваться признания литовской независимости.
С 1917 по 1922 год Вилейшис был членом Литовской народно-социалистической демократической партии; с 1922 по 1929 состоял в её преемнике, Литовском народно-крестьянском союзе. В 1929 году он подал в отставку с поста председателя Центрального комитета и партии.
Вилейшиса приглашали стать членом первого Правительства Литвы, но он отказывался. Однако уже во втором правительстве 18 декабря 1918 года он занял должность министра внутренних дел. Во время своей работы министром организовывал работу муниципалитетов, издавал законы, управляющие кооперативами и призывом в армию. Покинул пост министра вместе со всем правительством 12 марта 1919 года.
В четвёртом правительстве Литвы (12 июня — 2 октября 1919) Вилейшис возглавил министерство финансов. Новый министр подготовил план денежной реформы в Литве, который, однако, не был реализован.
После ухода с поста министра финансов Йонас Вилейшис был отправлен послом в США, где добивался признания Литвы де юре и налаживал финансово-торговые связи. Он также собирал пожертвования от Литовско-Американского содружества, собрав более 1,8 миллиона американских долларов, а также сплотив литовскую диаспору. В 1922 году он был избран в первый Литовский Сейм и участвовал в президентских выборах 19 июня, уступив, однако, Александрасу Стульгинскису.

## Бургомистр Каунаса

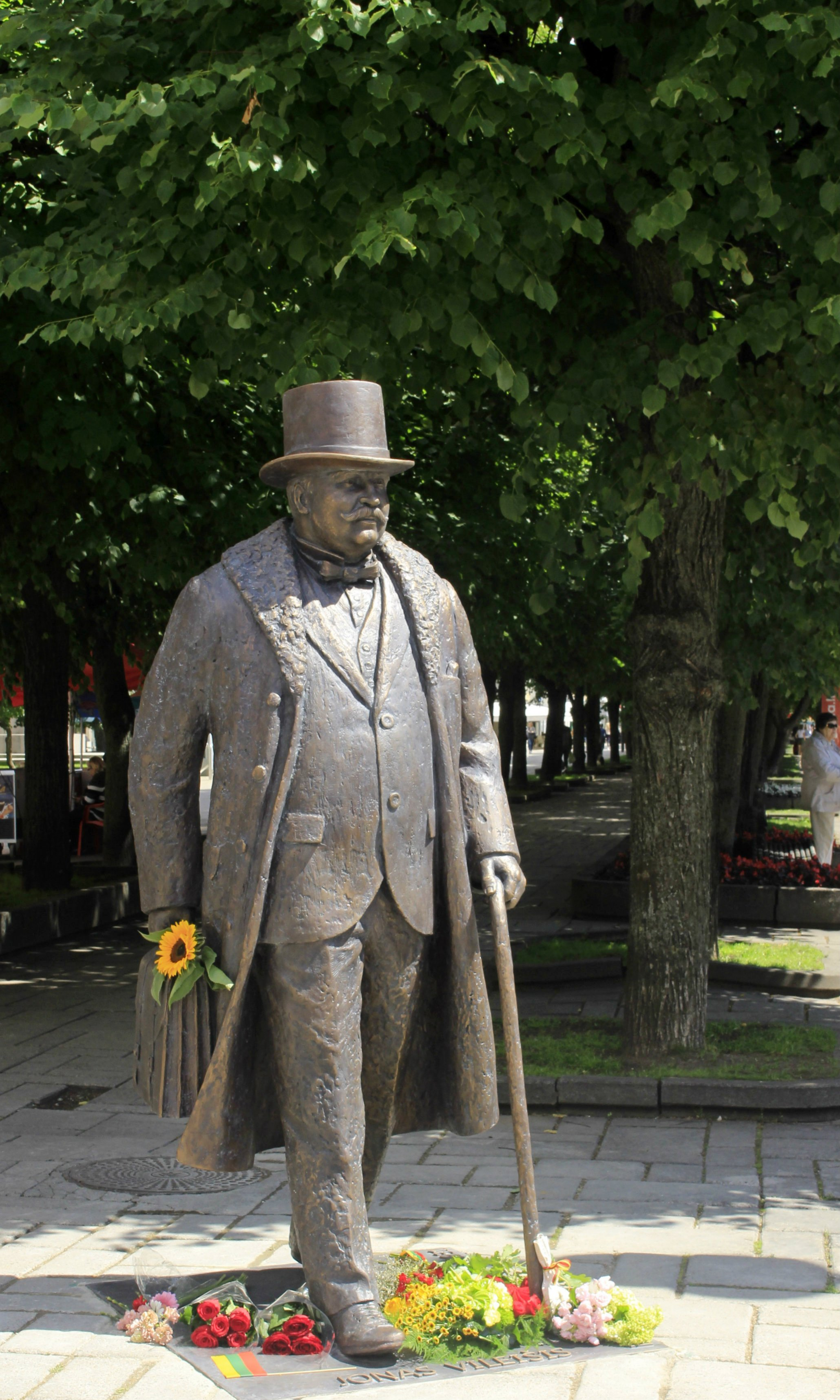
Памятник Йонасу Вилейшису на аллее Лайсвес (Каунас)

С 30 сентября 1921 года по 2 июля 1931 года Йонас Вилейшис занимал должность бургомистра Каунаса, временной столицы Литвы. Под его руководством Каунас стремительно рос и становился настоящим современным городом. Была построена новая водопроводная система, стоившая более 15 миллионов литов; площадь города возросла с 18 до 40 кв. километров; были построены более 2500 зданий, включая три современных моста через Неман и Нярис. Все городские улицы были замощены, гужевой транспорт был заменён современными автобусами, появились новые парки и площади. Были заложены основы системы социальной защиты, основаны новые школы и публичные библиотеки, включая библиотеку Винцаса Кудирки. Бургомистр поддерживал контакты с другими европейскими городами, в результате город Каунас принимал активное участие в общеевропейской городской жизни того времени.
Йонас Вилейшис был также профессором Университета имени Витовта Великого. 1 февраля 1933 года он был назначен членом Государственного Совета Литвы и работал над Гражданским Кодексом страны.
Из большой семьи Вилейшисов в 1941 году советскими властями было депортировано около двадцати человек, двое из которых умерли в ссылке. Эти потрясения негативно сказались на здоровье Йонаса Вилейшиса. Он умер в 1942 году в госпитале Красного Креста в Каунасе и был похоронен в Вильнюсе на кладбище Расу в семейной часовне.

## Награды
- Орден Витовта Великого II степени (8 сентября 1934)
- Орден Орлиного креста II класса (Эстония, 18 февраля 1932)[3]
- Почётный член Литовского Общества Адвокатов.